# فنوکپی
به تغییر سازواره که شبیه جهش است اما موروثی نیست فنوکپی (انگلیسی: Phenocopy) گفته می‌شود.
گاهی یک فنوتیپ مشابه یک بیماری ژنتیکی بروز می‌کند که به دلیل نقص ژنتیک نیست به این حالت فنوکپی (کپی فنوتیپ) می‌گویند، مثلاً راشیتیسمی که در اثر کمبود ویتامین دی بوجود می‌آید فنوکپی بیماری ژنتیکی راشی تیسم مقاوم به ویتامین دی می‌باشد.
گاهی با تغییر محیط ژنوتیپ‌های مختلف دارای فنوتیپ‌های یکسان می‌شوند. اینگونه تغییرات که مبنای ژنتیکی ندارند فنوکپی گویند. مانند: تأثیر داروی خواب‌آور تالیدومید در مادران باردار که باعث تولد نوزادانی ناقص با دست و پای کوتاه می‌شود که مانند بیماری ژنتیکی خاصی با همین فنوتیپ است.